# A Place in the Land
A Place in the Land é um filme-documentário estadunidense de 1998 dirigido e escrito por Charles Guggenheim. Debate da questão agrária e concentração fundiária nos Estados Unidos, a obra foi indicada ao Oscar de melhor documentário de curta-metragem na edição de 1999.